# ریکانک
ریکانک (به انگلیسی: rekonq) یک مرورگر وب مبتنی بر کیوت‌وب‌کیت است که توسط پروژه کی‌دی‌ئی توسعه یافته است. ریکانک مرورگر پیش‌فرض در کوبونتو ۱۰٫۱۰ و چاکرا گنو/لینوکس است و در تاریخ ۲۵ می ۲۰۱۰ هم به صورت رسمی وارد اکستراگیر پروژه کی‌دی‌ئی شد. بر مقایسه با کانکرر که برای سال‌ها مرورگر پیشفرض میزکار کی‌دی‌ئی بود، هدف ریکانک مستقل بودن و ساده بودن است. کدهای منبع این نرم‌افزار در ابتدا بر اساس QtDemoBrowser بودند و در حال حاضر این برنامه در مخزن گیت پروژه کی‌دی‌ئی توسعه می‌یابد. این برنامه یک نرم‌افزار آزاد است و تحت پروانه جی‌پی‌ال نسخه ۳ منتشر می‌شود.